# جدول انتقال الاحتمال
جدول انتقال الاحتمال جدول مربع يبين تسلسلا لأحداث لا يتعلق احتمال كل واحد منها إلا بالحدث الذي قبله.
1. ↑  "معلومات عن جدول انتقال الاحتمال على موقع thes.bncf.firenze.sbn.it". thes.bncf.firenze.sbn.it. مؤرشف من الأصل في 2020-11-09.
2. ↑  "معلومات عن جدول انتقال الاحتمال على موقع babelnet.org". babelnet.org. مؤرشف من الأصل في 2020-11-09.